# Profeti della Quinta
Profeti della Quinta est un ensemble vocal masculin, spécialisé dans la musique de la Renaissance et du baroque. Fondé dans la région de Galilée en Israël par Elam Rotem, l'ensemble est actuellement basé à Bâle, en Suisse, où ses membres ont entrepris des études avancées à la Schola Cantorum Basiliensis. Le noyau de l'ensemble comprend des chanteurs contreténors, ténors et basses, qui jouent a cappella ou sur des instruments d'époque tels que le théorbe et le clavecin.

## Présentation
L'ensemble a sorti son premier CD, consacré à la musique hébraïque de Salamone Rossi, en 2009. À l'été 2011, l'ensemble a remporté le concours international des jeunes artistes de York Early Music au (NCEM), propulsant ainsi sa carrière internationale. La même année, l'ensemble fait ses débuts au festival d'Utrecht Oude Muziek et participe à un film documentaire sur Salomone Rossi, réalisé par Joseph Rochlitz et tourné dans la ville natale de Rossi, à Mantoue, en Italie. Depuis, l'ensemble s'est produit dans des festivals et lieux prestigieux en Europe, tels que le Konzerthaus Berlin, le Printemps des Arts de Nantes, le Handel Festival Göttingen, le Festival Rheingau Musik, le Festival de musique ancienne de York et le Festtage Alte Musik Basel. D'autres concerts ont ensuite amené l'ensemble en Israël, en Finlande, en Pologne, en Belgique, en Autriche, en Italie et dans d'autres pays européens. En 2013, l'ensemble a fait ses débuts au Canada, suivis de tournées de concerts au Japon et aux États-Unis. Les concerts de l'ensemble ont été diffusés par les principales stations de radio classiques, telles que BBC3, France Musique et DRS2 Switzerland.
En plus de la musique hébraïque et italienne de Salomone Rossi, l'ensemble Profeti della Quinta a interprété les Lamentations de Emilio de Cavalieri, ainsi que des programmes consacrés au répertoire madrigal italien. Le drame biblique Rappresentatione di Giuseppe ei suoi fratelli / Joseph et ses frères composé par Elam Rotem, a été mis en scène en Israël et en Suisse et a été enregistré sur CD par Pan Classics en 2014. L'ensemble a collaboré avec des personnalités du monde de la musique ancienne, telles que Andreas Scholl et Skip Sempé, et avec des groupes instrumentaux tels que Lautten Compagney Berlin, Accademia Daniel, l'Orchestre baroque de Jérusalem, Dolce Risonanza et Capriccio Stravagante.

## Discographie
- Salomone Rossi : Le chant de Salomon, 2009 Pan Classics PC 10214
- Hébreu: À la recherche de Salomone Rossi, DVD 2012 Lasso Film & TV Production
- Wege zum Barock, 2013[4].
- Salomone Rossi : Il Mantovano Hebreo, 2013 Linn Records CKD429
- Elam Rotem : Rappresenttatione di Giuseppe e i Suoi Fratelli, 2CD, 2014 Pan Classics PC 10302
- Orlande de Lassus : Musica Reservata, 2015 Pan Classics PC 10323
- Elam Rotem : Quia Amore Langueo, 2015 Pan Classics PC 10321
- Luzzasco Luzzaschi : Madrigaux, motets et musique instrumentale, Pan Classics, 2016 PC 10350
- Elam Rotem : The Carlo G. Manuscript - Virtuoso Liturgical Music From The Early 17th Century, Glossa 2017

### Bases de données et dictionnaires
- Ressources relatives à la musique :   - AllMusic
  - Discogs
  - MusicBrainz
  - Muziekweb
- Notices d'autorité :   - VIAF
  - ISNI
  - LCCN
  - Israël
  - WorldCat